# Twist and Shout (EP)
Twist and Shout är en EP-skiva av den brittiska rockgruppen The Beatles, utgiven den 12 juli 1963 i Storbritannien och den 22 juli 1963 i Sverige. Alla sånger från EP-skivan kommer ursprungligen från gruppens debutalbum Please Please Me.

## Medverkande
- John Lennon – sång, kompgitarr
- Paul McCartney – sång, basgitarr
- George Harrison – sång, sologitarr
- Ringo Starr – trummor

Medverkande enligt webbplatsen Discogs.

## Låtlista
- Alla sånger är producerade av George Martin.

| 1. | "Twist and Shout"  | Bert Russell, Phil Medley | John Lennon    | 2:33 |
| 2. | "A Taste of Honey" | Bobby Scott, Ric Marlow   | Paul McCartney | 2:05 |

| 1.           | "Do You Want to Know a Secret" | John Lennon, Paul McCartney | George Harrison             | 2:00 |
| 2.           | "There's a Place"              | John Lennon, Paul McCartney | John Lennon, Paul McCartney | 1:53 |
| Total längd: | Total längd:                   | Total längd:                | Total längd:                | 8:32 |